# Fernando de Azevedo e Silva, 1.º conde e 1.º visconde de Azevedo e Silva
Fernando de Azevedo e Silva (m. 1923) foi um nobre português, primeiro e único visconde e conde de Azevedo e Silva. Estudos literatura e artes em Paris, onde residiu por vários anos. Exerceu as funções de secretário de legação e encarregado de negócios em Madri, Roma e Bruxelas, onde foi ministro por Portugal. Em 1880, chefiou o gabinete do ministro Anselmo Braamcamp Freire. Em 1889, por decreto do Luís I de Portugal, foi designado visconde e conde.